# Championnat d'Israël de football 1963-1964
Navigation
Championnat d'Israël 1962-1963 Championnat d'Israël 1964-1965
Le Championnat d'Israël de football 1963-1964 est la 13e édition de ce championnat.

## Classement[1]
| Rang | Équipe                  | Pts | J  | G  | N  | P  | Bp | Bc | Diff |
| ---- | ----------------------- | --- | -- | -- | -- | -- | -- | -- | ---- |
| 1    | Hapoël Ramat-Gan        | 40  | 28 | 17 | 6  | 5  | 52 | 33 | +19  |
| 2    | Maccabi Jaffa           | 39  | 28 | 15 | 9  | 4  | 51 | 26 | +25  |
| 3    | Hapoël Petah-Tikvah     | 38  | 28 | 15 | 8  | 5  | 50 | 29 | +21  |
| 4    | Hapoël Tel-Aviv         | 34  | 28 | 12 | 10 | 6  | 48 | 34 | +14  |
| 5    | Maccabi Tel-Aviv        | 31  | 28 | 13 | 5  | 10 | 40 | 32 | +8   |
| 6    | Hapoël Haïfa            | 29  | 28 | 11 | 7  | 10 | 41 | 31 | +10  |
| 7    | Maccabi Petah-Tikvah    | 28  | 28 | 12 | 4  | 12 | 46 | 39 | +7   |
| 8    | Hakoah Amidar Ramat Gan | 27  | 28 | 11 | 5  | 12 | 36 | 41 | -5   |
| 9    | Shimshon Tel-Aviv       | 24  | 28 | 7  | 10 | 11 | 44 | 46 | -2   |
| 10   | Hapoël Tiberias         | 24  | 28 | 10 | 4  | 14 | 41 | 52 | -11  |
| 11   | Maccabi Sha'arayim      | 24  | 28 | 10 | 4  | 14 | 29 | 44 | -15  |
| 12   | Bnei Yehoudah           | 23  | 28 | 8  | 7  | 13 | 36 | 46 | -10  |
| 13   | Maccabi Haïfa           | 23  | 28 | 8  | 7  | 13 | 31 | 47 | -16  |
| 14   | Hapoël Jérusalem FC     | 20  | 28 | 6  | 8  | 14 | 27 | 46 | -19  |
| 15   | Hapoël Lod              | 16  | 28 | 5  | 6  | 17 | 17 | 43 | -26  |

|  | Champion |
|  | Relégué  |

## Bilan de la saison
| Tableau d'Honneur                |                  |
| Compétition                      | Vainqueur        |
| Championnat d'Israël de football | Hapoël Ramat-Gan |
| Coupe d'Israël de football       | Maccabi Tel-Aviv |

| Promotions et relégations |                                 |
| Relégués en Liga Leumit   | Hapoël Lod                      |
| Promus en Ligat ha'Al     | Maccabi Netanya Beitar Tel-Aviv |